# Lewis R. French
Le Lewis R. French est une goélette à voile aurique en bois construit en 1871 sur un chantier naval  du Maine. Il fait partie de la flotte de la  Maine Windjammer Association.
Il est répertorié en tant que National Historic Landmarkdepuis 1992.

## Histoire
Le Lewis R. French a navigué jusqu'en 1971 comme caboteur pour différents propriétaires. Il a transporté des matériaux de construction (bois, pierres, chaux…) et du poisson dans les petits ports du Maine.
Construit en 1871, c'est une des plus vieilles goélettes naviguant encore. 
Ce schooner de cabotage a subi des restaurations pour reprendre ses lignes d'origines. Il navigue désormais comme voilier de croisière et propose des sorties de quelques jours. Il possède 9 cabines lit double et 4 cabines lit simple.